# Mihály Varga
Dans le nom hongrois Varga Mihály, le nom de famille précède le prénom, mais cet article utilise l’ordre habituel en français Mihály Varga, où le prénom précède le nom.
Mihály Varga, né le 26 janvier 1965 à Karcag, est un homme politique hongrois, ministre de l'Économie nationale et membre du Fidesz-Union civique hongroise (Fidesz-MPSz).